# Венчик Духу Святому и Его семи дарам
Венчик Духу Святому и Его семи дарам, или Венчик в честь Святого Духа, это современная Христианская молитва Святому Духу, составлена в Польше. Oна призывает Его и просит семи даров: премудрость, разум, совет, крепость (мужество), ве́дение, благочестие и страх Господня (Исаия 11,1-3).

### История
Эта молитва была составлена в 1994 году польским вербистом священником миссионером Мирославом Пятковским (Mirosław Piątkowski), который хотел таким образом облегчить свою регулярную молитву Святому Духу в соответствии с духовными рекомендациями Святого Джона Генри Ньюмана (1801-1880) и Святого Арнольда Янссена (1837-1909), основатель Общества Божественного Слова (в народе называемого вербистaми). Вдохновением для создания нового венчика послужил подарок, который он получил от друзей, Розарий Мира из Меджугорья, состоящий из 22 бусин (1 + 7 x 3) и креста. Богоматерь Меджугорская якобы рекомендует Розарий Мира для регулярной молитвы («Есть много христиан, которые больше не верят, потому что не молятся. Поэтому начинайте молиться ежедневно, по крайней мере, семь раз, Отче наш, Радуйся, Мария, Слава Отцу , и Верую в Бога").
В 1998 г. o. Пятковский издал книгу о венчике с согласия римско-католической епархии Варшава-Прага. В последующих изданиях книги отца Пятковского о кружеве были добавлены свидетельства людей, которым оно помогало в духовном развитии и повседневной жизни. Эта молитва также стала источником вдохновения для создания «плодовой» новенны Святому Духу. Он оправдал свою молитвы двумя цитатами из Библии словами апостола Павла : «Плод же духа: любовь, радость, мир, долготерпение, благость, милосердие, верность, кротость, воздержание» (Галатам 5:22-23), пророка Исаии «почиет на нем Дух Господень, дух премудрости и разума, дух совета и крепости, дух ведения и благочестия; и страхом Господним исполнится» (Исаия 11,1-3), и словами Иисуса «Отец Небесный даст Духа Святого просящим у Негo» (Луки 11:13). Пт. Пёнтковский написал в своей книге: «Я верю и твердо убежден, что каждый человек хочет хотя бы некоторых из этих добродетелей и отношений для себя или для других. Однако, поскольку это плоды Духа, они не только наши человеческие Нам часто приходится молиться Богу, Святому Духу, чтобы эта реальность стала нашей частью».
В Польше не только религиозные ордена (вербисты, камиллиа́нцы и т. д.), но также миряне, например из апостольствa маргариток, используют венчик в честь Святого Духа и его семи даров.
Кроме того, эта молитва переведена на многие языки, в т.ч. английский, французский, немецкий и японский.

### Структура
Венок начинается на короткой нити:

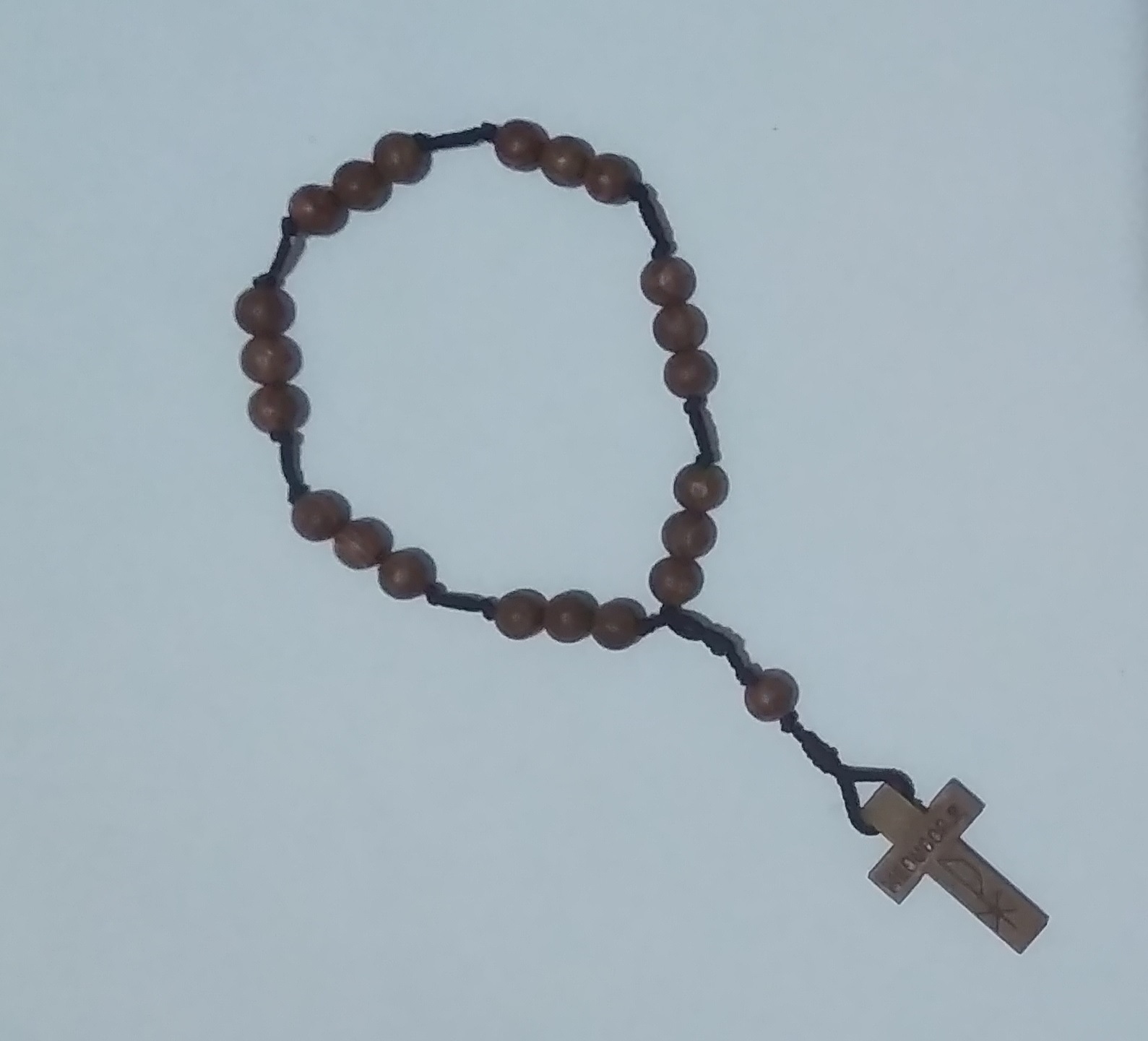
Розарий Мира, используемый для чтения Венчика Духу Святому и Его семи дарам

- На распятии, Крестное знамение: Вo имя Отца и Сына, и Святого Духа. Аминь
- Верую в Бога....
- На первой бусине призывание Святого Духа песня: О приди к нам, Дух Святой...

Затем следует молитва семи групп по три бусины в каждой:
- Будь прославлен Боже, Дух Святой, и приди к нам в даре Премудрости. Отче наш…, Радуйся, Мария..., Слава Отцу и Сыну, и Святому Духу, и ныне и присно и во веки веков. Аминь
- Будь прославлен Боже, Дух Святой, и приди к нам в даре Разума. Отче наш..., Радуйся, Мария..., Слава Отцу...
- Будь прославлен Боже, Дух Святой, и приди к нам в даре Совета. Отче наш…, Радуйся, Мария..., Слава Отцу...
- Будь прославлен Боже, Дух Святой, и приди к нам в даре Крепости. Отче наш..., Радуйся, Мария..., Слава Отцу...
- Будь прославлен Боже, Дух Святой, и приди к нам в даре Ведения. Отче наш..., Радуйся, Мария..., Слава Отцу...
- Будь прославлен Боже, Дух Святой, и приди к нам в даре Благочестия. Отче наш..., Радуйся, Мария..., Слава Отцу...
- Будь прославлен Боже, Дух Святой, и приди к нам в даре Страха Господня. Отче наш..., Радуйся, Мария..., Слава Отцу...

Ведущий: Пошлешь Дух Твой – созидаются.
Все: И Ты обновляешь лице земли.
Ведущий: Помолимся. Боже, научающий сердца верных Твоих просвещением Святого Духа. Дай нам тем же Духом познавать истину, и вечно радоваться Его утешению. Через Христа Господа нашего.
Все: Аминь.
Ведущий: Непорочная Невеста Духа Святого.
Все: Молись о нас.
(Oбъяснение: верный ответ «И Ты обновляешь лицо земли» относится к знаменитым словам Иоанна Павла II: «Да снизойдет Дух Твой и обновит лик земли! Этой земли!» в 1979 году, во время его первого паломничества в Польшу.)